# 水青树
水青树（学名：Tetracentron sinense）属于昆栏树目昆栏树科，是水青树属的唯一物种。

## 分布
主要生长在中国的陕西、湖北和西南各省，在尼泊尔、不丹、印度、缅甸和越南也有少量分布。

## 特征
落叶乔木，花小，两性，穗状花序，胚珠4个，和近亲昆栏树相似；昆栏树的花是总状花序，胚珠一个。
- 枝叶
- 穗状花序
- 叶
- 枝、叶、花及果序
- 秋季落叶

## 分类
克朗奎斯特分类法将这本种独立为水青树科（Tetracentraceae），与昆栏树科一起并列于昆栏树目中，1998年的APG 分类法和2003年经过改进的APG II 分类法将两种分到同一个昆栏树科下，但允许作为两个可以独立也可以合并的任选科；APG III分类法则将两者合并。
这两种植物的木质部都具有管胞，染色体基数和木兰目一样，都是19，因而过去也曾被认为与木兰目关系亲近，但后来的分子遗传学显示，昆栏树目属于真双子叶植物，而木兰目属于木兰类植物，其中，后者更早与单子叶植物及真双子叶植物分开演化，因而两者并不亲近。
昆栏树目最亲近的姐妹群是核心真双子叶植物及黄杨目（Buxales）。